# Lythria purpurascens
Lythria purpurascens är en fjärilsart som beskrevs av Kitt 1917. Lythria purpurascens ingår i släktet Lythria och familjen mätare. Inga underarter finns listade i Catalogue of Life.